# Watchtower Bible and Tract Society of New York, Inc.
A Watchtower Bible and Tract Society of New York, Inc. egy nonprofit szervezet, amelynek célja Jehova Tanúi irodalmának kinyomtatása és kiadása. A céget 1909-ben alapította a Jehova Tanúi vallási felekezet, amikor a központjukat a New York-i Brooklynba tették át.

## Korábbi elnevezései
- People's Pulpit Association (1909–1939)
- Watchtower Bible and Tract Society, Inc. (1939–1956)
- Watchtower Bible and Tract Society of New York, Inc. (WTB&TS) (1956-óta).